# Thomas Fischer (Historiker, 1959)
Thomas Fischer (* 4. März 1959 in St. Gallen) ist ein Schweizer Historiker.

## Leben
Thomas Fischer studierte von 1979 bis 1988 Geschichte, Germanistik, Medienwissenschaft und Pädagogik (Höheres Lehramt) an der Universität Bern. Nach der Promotion 1994 zum Dr. phil. in Bern und der Venia Docendi 2002 für Neuere Allgemeine Geschichte nahm er 2008 den Ruf an die Universität Eichstätt-Ingolstadt als W2-Professor für Geschichte Lateinamerikas an.
Seine Forschungsschwerpunkte sind Schwache Staatlichkeit in Lateinamerika in asymmetrischen Machtkonstellationen, europäische Immigranten und transkultureller Wandel in Argentinien und Brasilien, Kulturen der Illegalität und der Gewalt in Lateinamerika, kollektive Erinnerung und Identitätskonstruktion in Lateinamerika,  Geschichte Lateinamerikas im Prozess der Globalisierung von der Entdeckung bis zum 20. Jahrhundert, Fussballkulturen und -geschichte, Wissens- und Wissenschaftsgeschichte im Atlantischen Raum.

## Schriften (Auswahl)
- Die verlorenen Dekaden. „Entwicklung nach außen“ und ausländische Geschäfte in Kolumbien 1870–1914. Frankfurt am Main 1997, ISBN 3-631-31085-4.
- El comienzo de la construcción de los ferrocarriles colombianos y los límites de la inversión extranjera. Santafé de Bogotá 2001, OCLC 53130089.
- mit Walther L. Bernecker: Intereses y conflictos en las relaciones europeas y estadounidenses con América Latina, siglo XIX. Nürnberg 2006.
- Die Souveränität der Schwachen: Lateinamerika und der Völkerbund, 1920–1936. Stuttgart 2012, ISBN 978-3-515-10077-9.